# Joseph Paul-Boncour

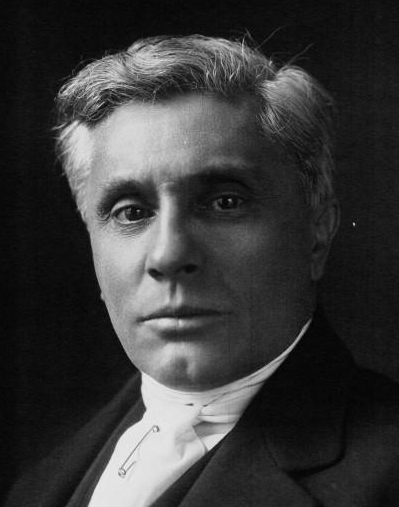
Joseph Paul-Boncour (1923)

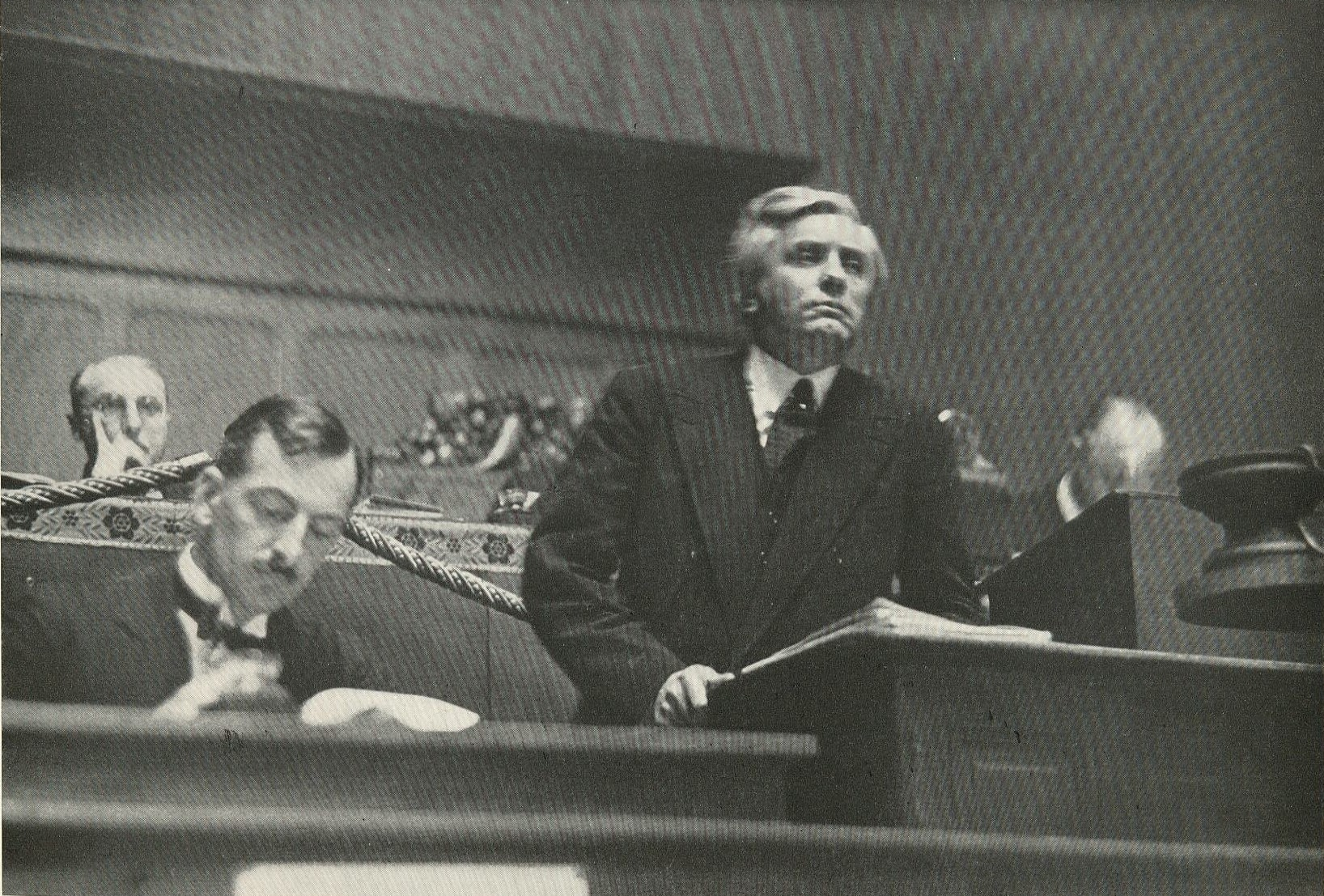
Erich Salomon: Joseph Paul-Boncour beim Völkerbund

Augustin Alfred Joseph Paul-Boncour (* 4. August 1873 in Saint-Aignan, Département Loir-et-Cher; † 28. März 1972 in Paris) war ein französischer sozialistischer Politiker.

## Leben
Paul-Boncour besuchte zunächst die Saint-Charles-Schule in Saint-Brieuc und studierte danach Rechtswissenschaften. In die Politik führte ihn seine Tätigkeit als Privatsekretär des Präsidenten des Ministerrats Pierre Waldeck-Rousseau.
Er vertrat zunächst als unabhängiger sozialistischer Abgeordneter von 1909 bis 1914 einen Wahlkreis seines Heimatdepartements Loir-et-Cher in der französischen Abgeordnetenkammer. Ab 1916 gehörte er der Partei der Section française de l’Internationale ouvrière (SFIO) an. Von 1919 bis 1924 vertrat er einen Wahlkreis im Département Seine, danach bis 1931 einen Wahlkreis im Département Tarn in der Abgeordnetenkammer. Ab 1931 gehörte er der Parti républicain-socialiste (PRS) an. Er war vom 18. Dezember 1932 bis zum 31. Januar 1933 Premierminister von Frankreich. 1911 amtierte er als Minister für Arbeit und Fürsorge, 1932 und 1934 als Verteidigungsminister, 1936 als Staatsminister und von 1932 bis 1934 sowie 1938 als Außenminister. Von 1931 bis 1940 vertrat er seinen Wahlkreis im Senat seines Landes. 1940 widersprach er als einer von 80 Abgeordneten der Übertragung weitgehender Machtbefugnisse an Marschall Pétain.
Boncour brachte 1927 als Kriegsminister einen Gesetzentwurf ein, der die Mobilisierung „aller Franzosen ohne Unterschied des Alters und Geschlechts“ in Kriegszeiten vorsah. Nach heftigem Widerstand einer Koalition aus feministischen, pazifistischen, antimilitaristischen und christlichen Organisationen zog Boncour den Gesetzentwurf 1928 vorläufig zurück. „Man verweigert den Frauen das Wahlrecht und verfügt ohne ihre Zustimmung über ihr Leben und ihr Gewissen“, schrieb die Aktivistin Gabrielle Duchêne in einem offenen Brief an Boncour. Am 11. Juli 1938 wurde der Vorschlag in der loi Paul-Boncour (Paul-Boncour-Gesetz) wieder aufgegriffen und umgesetzt.
Als Vertreter seines Landes bei der Fédération Internationale des Ligues des Droits de l’Homme – deren Präsident er von 1948 bis 1972 war – wirkte er 1948 an der Formulierung der Allgemeinen Erklärung der Menschenrechte mit. 1961 wurde er als Großoffizier der Ehrenlegion ausgezeichnet.